# Cameraria hamadryadella
The Solitary Oak Leafminer (Cameraria hamadryadella) là một loài bướm đêm thuộc họ Gracillariidae. Nó được tìm thấy ở Bắc Mỹ.

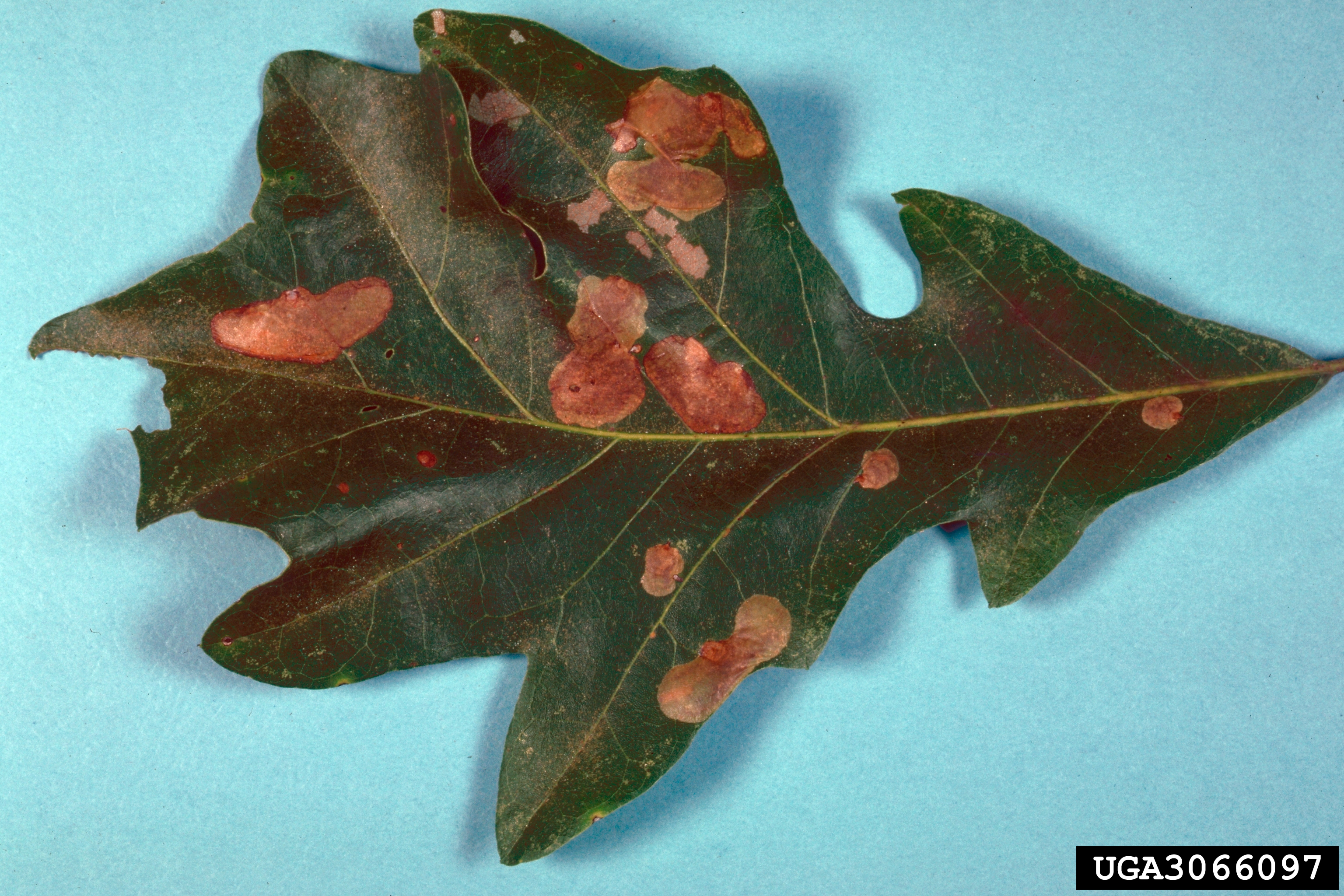
Damage

Con trưởng thành bay vào spring làm hai đợt per year.
Ấu trùng ăn Quercus species. Chúng ăn lá nơi chúng làm tổ. The mine consists of an upperside blotch. They overwinter in leaf litter as diapausing larvae withtrong leaf mine.